# Ukrainurus hypsognathus
Ukrainurus hypsognathus — викопний вид хвостатих амфібій підряду Cryptobranchoidea, єдиний у роді Ukrainurus. Вид існував у кінці міоцену (11,5 млн років тому) в Європі. Скам'янілі рештки знайдені в Західній Україні поблизу селища Гриців Хмельницької області. Голотип складається з щелеп із зубами та інших краніальних і посткраніальних елементів. Вид є родичем сучасних велетенських саламандр, що зараз живуть у США та Східній Азії.